# 東京アリス (稚野鳥子の漫画)
『東京アリス』（とうきょうアリス）は、稚野鳥子による日本の漫画。『Kiss』（講談社）において、2005年から2015年10月号まで連載された。
ふう、円城寺、理央、みずほの娘たちをメインとした新シリーズ『東京アリスgirly』が同誌2017年10月号より2020年10月号まで連載された。

## 概要
2009年、元モーニング娘。のメンバーにより舞台化された。
2014年、第38回講談社漫画賞にノミネートされた。
2017年、Amazonプライム・ビデオにて実写ドラマ化された。

## あらすじ
恋よりもお買い物に夢中。ほしい物はたくさんあるのに探し物はまだ見つからない。人生の岐路に立つアラサー同級生4人組のリアルで波瀾万丈なラブ・ライフ。

## 登場人物
有栖川ふう
広告代理店の会社員。お買い物が大好き。
円城寺さゆり
ふうの中学時代の同級生で育ちの良いお嬢様。
家の家訓から東大卒の男と結婚するよう言われており、家事手伝いをしながら東大卒の男と見合いをする日々を送っている。
桜川理央
ふうの同級生で心療内科医。　　　　　
羽田みずほ
ふうの同級生で少女漫画家。　　　　
奥薗慎二
「アイスマン奥薗」と呼ばれるふうの上司。
翡山晃央
奥薗の友人。円城寺と関係を持つ会社経営者。
小田桐瞬
ふうの会社の同僚。御曹司。
泉温斗
理央の病院の看護師。
東雲ケン
理央に一目惚れする保育士。
沢村環
奥薗を狙う同僚。
香椎遊助
ふうと意気投合する仕事仲間。

## 書誌情報
- 稚野鳥子『東京アリス』講談社〈KC Kiss〉、全15巻
  1. 2006年9月13日発売[5]、ISBN 978-4-06-340609-2
  2. 2007年7月13日発売[6]、ISBN 978-4-06-340658-0
  3. 2008年5月23日発売[7]、ISBN 978-4-06-340698-6
  4. 2009年2月13日発売[8]、ISBN 978-4-06-340738-9
  5. 2009年11月13日発売[9]、ISBN 978-4-06-340774-7
  6. 2010年11月12日発売[10][11]、ISBN 978-4-06-340825-6
  7. 2011年6月24日発売[12]、ISBN 978-4-06-340846-1
  8. 2012年2月13日発売[13]、ISBN 978-4-06-340870-6
  9. 2012年7月13日発売[14][15]、ISBN 978-4-06-340884-3
  10. 2013年1月11日発売[16]、ISBN 978-4-06-340898-0
  11. 2013年7月12日発売[17]、ISBN 978-4-06-340913-0
  12. 2014年1月10日発売[18]、ISBN 978-4-06-340923-9
  13. 2014年7月11日発売[19][20]、ISBN 978-4-06-340929-1
  14. 2015年1月13日発売[21]、ISBN 978-4-06-340942-0
  15. 2015年9月11日発売[22]、ISBN 978-4-06-340967-3

- 稚野鳥子『東京アリスgirly』講談社〈KC Kiss〉、全3巻
  1. 2018年4月13日発売[23][24]、ISBN 978-4-06-511457-5
  2. 2019年10月11日発売[25]、ISBN 978-4-06-517280-3
  3. 2020年9月11日発売[26]、ISBN 978-4-06-520750-5

## 朗読劇
2009年5月8日から17日まで全労済ホール スペース・ゼロにて公演された。脚本・演出は大木綾子。

### キャスト（舞台）
- 有栖川ふう - 石川梨華[3]
- 円城寺さゆり - 吉澤ひとみ[3]
- 羽田みずほ - 小川麻琴[3]
- 桜川理央 - 木下智恵[3]
- 乙一りり子 - 吉野紗香

## 配信ドラマ
同名タイトルのドラマが、Amazonプライム・ビデオで2017年8月25日より配信開始。全12話。

### キャスト (配信ドラマ)
- 有栖川ふう - 山本美月
- 円城寺さゆり - 朝比奈彩
- 桜川理央 - 高橋メアリージュン
- 羽田みずほ - トリンドル玲奈
- 奥薗慎二 - 大谷亮平
- 翡山晃央 - 大東駿介
- 小田桐瞬 - 白石隼也
- 泉温斗 - 杉野遥亮
- 東雲ケン - 小関裕太
- 沢村環 - 佐津川愛美
- 香椎遊助 - 栁俊太郎

### スタッフ (配信ドラマ)
- 原作 - 稚野鳥子
- 監督 - 瀬田なつき 、菊池健雄
- 脚本 - 阿相クミコ
- 音楽 - mantaschool
- オープニングテーマ - chay「恋はアバンチュール」
- エンディングテーマ - chay「恋のはじまりはいつも突然に」
- 企画プロデューサー - 清家優輝
- 制作・著作 - ファインエンターテイメント